# Ira Malaniuk
Ira Malaniuk (Stanyslaviv, 29 janvier 1919 - Zirl, 25 février 2009) est une contralto autrichienne d'origine ukrainienne.

## Biographie
Elle étudie d'abord à Lvov avec Adam Didur, puis à Vienne avec Anna Bahr-Mildenburg. Elle débute en 1945 à Graz. Elle se joint à l'Opéra de Zurich en 1947, où elle chante dans la première locale de The Rake's Progress de Stravinsky.
En 1952, elle commence une longue association avec l'Opéra d'État de Bavière et l'Opéra d'État de Vienne, ainsi qu'au Festival de Salzbourg et au Festival de Bayreuth.
Elle parait à La Scala de Milan dans le Der Ring des Nibelungen sous la direction de Wilhelm Furtwängler. Elle est invitée au Royal Opera House de Londres, au Palais Garnier de Paris, à l'Opéra de Monte Carlo.
Son vaste répertoire incluait Orfeo, Dorabella, Sesto, Brangäne, Magdalene, Fricka, Marina, Judith, Lady Macbeth,  Azucena, Amneris, etc.
Ira Malaniuk était aussi très appréciée comme concertiste dans les oratorios de Bach et Haendel, ainsi que dans la Neuvième Symphonie de Beethoven et le Requiem de Mozart. Elle se retira de la scène en 1971, et enseigna au Conservatoire de musique de Graz.